# Euphorbia nudicaulis
Euphorbia nudicaulis là một loài thực vật có hoa trong họ Đại kích. Loài này được Perr. mô tả khoa học đầu tiên năm 1824.